# Nebo Center
Nebo Center és una concentració de població designada pel cens dels Estats Units a l'estat de Califòrnia. Segons el cens del 2000 tenia 1.174 habitants.

## Demografia
Segons el cens del 2000, Nebo Center tenia 1.174 habitants, 349 habitatges, i 325 famílies. La densitat de població era de 177,8 habitants/km².
Dels 349 habitatges en un 61,6% hi vivien nens de menys de 18 anys, en un 88% hi vivien parelles casades, en un 3,7% dones solteres, i en un 6,6% no eren unitats familiars. En el 6,3% dels habitatges hi vivien persones soles el 6,3% de les quals corresponia a persones de 65 anys o més que vivien soles. El nombre mitjà de persones vivint en cada habitatge era de 3,11 i el nombre mitjà de persones que vivien en cada família era de 3,22.
Per edats la població es repartia de la següent manera: un 34,2% tenia menys de 18 anys, un 25,4% entre 18 i 24, un 37,2% entre 25 i 44, un 3% de 45 a 60 i un 0,2% 65 anys o més.
L'edat mediana era de 23 anys. Per cada 100 dones de 18 o més anys hi havia 131,8 homes.
La renda mediana per habitatge era de 39.028 $ i la renda mediana per família de 34.531 $. Els homes tenien una renda mediana de 23.586 $ mentre que les dones 25.903 $. La renda per capita de la població era de 13.671 $. Entorn del 3,5% de les famílies i el 3,2% de la població estaven per davall del llindar de pobresa.

## Poblacions més properes
El següent diagrama mostra les poblacions més properes.